# Шуармучаш
Шуармуча́ш — деревня, находится в 3 км от Шуарсолы в северном направлении возле реки Шуарка.

## Этимология
В архивных документах упоминается второе название деревни — Кокшамара (Шуар-Мучать). Это указывает на первоначальное местожительство основателей деревни — крупная деревня Кокшамары Звениговского района.

## История
За деревней были овраги Куярнур корем, Куван корем, Руягорем, Пойымашгорем, Шуаргорем. Лугов практически не было. Поля назывались вич парня, прамаш ото.
В 1836 в деревне было 35 хозяйств, проживали 266 человек. В 1859 — 56 дворов, 353 человека, из них 171 мужчина и 182 женщины. В 1869 — 49 дворов, 430 человек, в 1877 — 42 хозяйства, 279 человек, в 1905 — 61 хозяйство, 431 человек.
За деревней у склада находились ветряная мельница (Саван вакш), кузница Игната Семёновича Васильева, между деревнями Люперсола и Шуармучаш были 2 ветряные мельницы, которые принадлежали Ивану Алексеевичу Актанаеву и Ивану Фёдоровичу Актанаеву.
Посредине деревни находилось молельное место, в конце улицы, возле реки — священная роща.
В 1933 крестьяне образовали два колхоза — «Красный партизан» и «Совет» (деревню разделили пополам). Председателями стали Михаил Николаевич Армяков и Дмитрий Иосифович Щербаков.
В 1934 эти колхозы объединились в одно хозяйство «Эр кече», председателем избрали Андрея Герасимовича Баранова. Построили конюшню, коровник, зерносклад, а в 1935 году — колхозный клуб. В деревне стояла пожарная вышка высотой 38 метров. В одной половине клуба находилась колхозная контора. Некоторые крестьяне не хотели вступать в колхоз и остались единоличниками. Среди них были Волковы, Щербаковы, Васильевы.
В 1935 в районе создали МТС, и здешние женщины Ольга Калинина и Анна Козлова стали трактористками.
В 1937 в деревне насчитывалось 72 хозяйства, проживали 326 человек, из них 151 мужчина и 175 женщин. В 1938 в самый разгар сенокоса случился крупный пожар, в котором сгорела почти половина домов.
Во время Великой Отечественной войны на фронт ушли 90 жителей Шуармучаша, из них 38 не вернулись. Из семьи Ивана Максимовича Столярова ушли двое, отец и брат. На отца пришла похоронка, а брат пропал без вести.
Добровольцем ушёл на фронт Прокопий Петрович. Васильев, уроженец деревни Шуармучаш. Окончил курсы политсостава и был направлен на должность начальника штаба 376-й стрелковой дивизии. Демобилизовался после тяжёлого ранения. Работал секретарём Новоторъяльского, затем Волжского райкомов партии. Дважды избирался депутатом Верховного Совета республики. Награждён орденом Ленина.
В военные годы в деревню было эвакуировано 60 голов крупного рогатого скота из Смоленской области, здесь разместили 34 человека эвакуированных.
В годы войны шуармучашцы участвовали в заготовке и сплаве леса. Особо отличились Анна Васильевна Васильева, Анастасия Яковлевна Петрова. Во время войны в 1942 Анна Захаровна Васильева была направлена на заготовку леса в город Златоуст, на Урал. Пробыла там до 1946, затем четыре года работала в Йошкар-Оле на военном заводе.
В деревне были и мастера-изготовители: Изергин Роман (Столяров) делал бочки, его сын Захар — лыжи и телеги.
В деревне имелись почта, начальником которой работала Иванова, медпункт (трахоматозная сестра Раисия Николаевна Гаврилова), начальная школа (учителями работали Виталий Ефремович Ефремов и Валентина Тихоновна Гаврилова).
В июне 1950 произошло укрупнение хозяйств. Председателем объединённого колхоза имени Молотова избрали Василия Степановича Петрова, главным бухгалтером — Матвея Матвеевича Гаврилова.
Радио в деревне появилось в 1951, электричество провели в 1961, первый телевизор приобрёл Василий Степанович Петров.
В 1954 колхоз имени Молотова переименовали в «Зарю», председателем стал Григорий Иванович Николаев. В 1955 урожайность зерновых составила 13,3 ц с га. Лён сеяли на площади 70 га, урожайность льносемян — 3,7 ц, льноволокна — 6,8 ц. Доход составил 559 тысяч рублей, в том числе ото льна — 3